# 伊藤綾子
伊藤 綾子（いとう あやこ、1980年12月23日 - ）は日本の元アナウンサー。秋田放送のアナウンサーを務めたのちに、2018年までセント・フォースに所属しフリーアナウンサーとして活動した。

## 経歴・人物
- 血液型B型、身長は162cm[1]。
- 2003年に秋田放送（ABS）にアナウンサーとして入社。秋田放送時代には2005年9月28日の『笑ってコラえて』（日本テレビ）でもインタビューされる側として出演。
- 秋田放送時代の2005年にバラエティ番組『ぴったんこカン・カン』（TBSテレビ）で安住紳一郎のお見合い相手として出演。
- 2007年9月に秋田放送を退社。フリーアナウンサーとなりセント・フォースに移籍。同年10月から番組終了まで日本テレビ系『NNN Newsリアルタイム』に、主に芸能情報を伝えるリアルエンタメのキャスターとしてレギュラー出演していた。2010年3月に『リアルタイム』が『news every.』となっても引き続き出演し、担当コーナーや外でのロケーション取材も増えた。
- 2018年3月に「メディアに関わる仕事から一旦離れたい」と申し入れ、所属事務所との契約を解除した[2]。

## 出演経歴

### 秋田放送勤務時

#### テレビ
- ヤンマーのみんなの空（天気予報、『プラス1あきた』及び『Newsリアルタイムあきた』内）
- 北都ふるさと浪漫〜伝えたい未来遺産〜（ナレーション）
- 地デジインフォメーション（ミニ番組）
- Newsリアルタイムあきた（2006年4月3日 - 2007年8月31日、キャスター）

#### ラジオ
- ランチリクエスト
- 元気満タン秋田だwin2（2004年11月 - 2005年3月24日、2005年10月10日 - 2006年3月28日）

### フリーアナウンサーとして
- NNN Newsリアルタイム（日本テレビ、2007年10月1日 - 2010年3月26日にリアルエンタメ担当、2009年3月30日 - 2010年3月26日にリアルチェック担当、不定期でFLASHニュースの陰アナも担当）
- サンデープレゼント・芸能界! 家族対抗『家宝のレシピ』（朝日放送制作・テレビ朝日系、2010年11月7日、今田耕司と共に司会）
- スゴい会議!（テレビ東京、2010年12月30日、アシスタント）
- KEIRINグランプリ2010〜賞金1億円は誰の手に!?〜（日本テレビ、2010年12月30日、司会）
- ブラマヨの自転車王決定戦（日本テレビ、2011年8月7日、司会）
- WOWOW 春の無料放送『満開!ニッポンの型破り!』（WOWOW、2013年3月2日、小林麻耶と共に司会）
- 輝きYELL!（日本テレビ系、2013年10月5日 - 2016年9月24日、ナレーション）
- news every.（日本テレビ、2010年3月29日 - 2017年3月31日、【culture&sports】【気になる!】【きょうコレ】及び金曜日第1部メインキャスター担当）
- バナナマンの爆笑ドラゴン（NHK総合テレビ、2015年4月4日 - 2017年3月31日、アシスタント）
- YKK AP presents 伊藤綾子の窓辺でブランチ（TOKYO FM系、2016年4月3日 - 2018年3月25日 )
- 鈴木敏夫のジブリ汗まみれ（TOKYO FM系、2011年4月3日 -2018年3月 、ナレーション）
- 教えてもらう前と後（毎日放送制作・TBS系、2017年10月17日 - 2018年3月、現場リポーター）[3]

### 舞台
- Cent Force Presents 「SEASONS」（2008年9月5日 - 7日、青山円形劇場） - セント・フォース所属の女性キャスターによる朗読劇

### 雑誌
- 「週刊文春」文藝春秋（2006年8月17日/24日合併号）
- 「サーカス」KKベストセラーズ（2008年2月号、2010年4月号）
- 「アフロ」小学館（2008年9月4日号）
- 「ビッグコミックスピリッツ」小学館（2008年9月29日号 コンビニ限定・付録写真集）
- 「アンアン」マガジンハウス（2009年7月22日号）

### CM
- 秋田県国民健康保険団体連合会

### イベント
- 「東北に、日本に、元気を咲かせよう」（2011年4月16日） - 表参道ヒルズで行われたセント・フォース所属キャスターによる募金活動
- 世田谷警察署「地域安全サマーキャンペーン」1日警察署長（2015年6月14日）

### その他
- セントフォース×ベビースターラーメン「恋（濃い）するチキン味（てりやき風味）」コレクションシール（2016年8月、おやつカンパニー）

## 作品

### 書籍
- 「ニュースのミューズたち」朝日新聞社（2007年11月29日）
- 「原色美人キャスター大図鑑」文藝春秋（2010年2月18日）
- 「うちのタマ知りませんか?」角川書店（2012年11月30日）
- 「みんなの知ってる伊藤さん、みんなの知らない綾子さん」ワニブックス（2015年11月25日[4]）[5]

### 連載
- 「伊藤綾子のマナー練習帖」サーカス・KKベストセラーズ（2010年6月号～）

### DVD
- 「伊藤綾子SOL～情熱のフラメンコ～」ポニーキャニオン